# Nervus ethmoidalis anterior

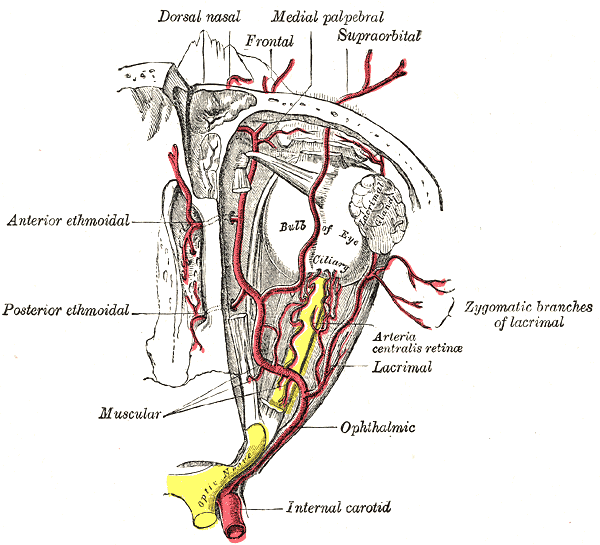
A szem artériái és idegei (a nervus ethmoidalis anterior nincs jelölve, de a hasonló nevű artéria mellett található)

A nervus ethmoidalis anterior egy apró ideg, nervus nasociliaris-nak az orbitából a foramen ethmoidale anterius-on keresztül az elülső koponyagödörbe lépő folytatása. A koponyagödörben érző ágakat ad az elülső és középső ethmoidális sejtekhez, illetve az agyburkokhoz.  
Ezt követően az ideg crista galli melletti résen áthaladva az orrüregbe (cavum nasi) visz érző idegrostokat, melyek a septum nasi frontális részének, valamint a cavum nasi lateralis falának nyálkahártyáját, illetve az orrcimpa és az orrhegy bőrét idegzik be.  
Ágai: 
- ramus nasalis internus nervi ethmoidalis anterioris
- ramus nasalis septalis nervi ethmoidalis anterioris
- ramus nasalis externus nervi ethmoidalis anterioris 
  - az os nasale alsó széle és lateralis orrporc közelében található, ez az ág a felelős a bőrbeidegzésért

A párja a nervus ethmoidalis posterior. 

## Külső hivatkozások
- Leírás
- Kép
- Képek, leírások
- Képek Archiválva 2020. február 13-i dátummal a Wayback Machine-ben